# Peter Valance
Peter Valance (* 4. Juni 1980 in Riedlingen als Peter Münst) ist ein deutscher Zauberkünstler, Magier, Entfesselungskünstler und Illusionist.

## Leben
Peter Valance trat mit 15 Jahren dem Magischen Zirkel bei. Mit 19 wurde er Profizauberer, heute präsentiert er Illusionsshows.
Seit 1995 tritt Valance öffentlich auf. Mit seinem Solo-Programm Peter Valance – Magic Comedy und mit seiner Las Vegas Illusionsshow Peter Valance – Illusionen, magische Stunts & Comedy geht er deutschlandweit auf Tour. Peter Valance entwickelte außerdem als erster Zauberkünstler die Illusion der „schwebenden Waschmaschine“, die er erstmals 2014 präsentierte.
2009 wurde Peter Valance mit dem Merlin Award des IMS in der Kategorie Best Magic Show ausgezeichnet.
2012 war er in der ARD-Abendshow „Einfach Magisch – Die Große Show der Promizauberer“ zu sehen.
2016 präsentierte das ZDF die Live-Showreihe I can do that! – die große Promi-Challenge, in dessen erster Show am 25. Februar 2016 Peter Valance neben anderen Künstlern zu Gast war.
2016 wurde Valance für seine Shows in der Sparte „Best Magic & Illusionsshow“ vom Künstler-Magazin als Künstler des Jahres 2016 ausgezeichnet. In der Wintersaison 2016/2017 war er als Magier im Friedrichstadt-Palast Berlin in der Produktion „Verrückte Sonne“ in 42 Shows zu sehen.
2017 trat Peter Valance in der TV-Show It’s Showtime! Das Battle der Besten gegen verschiedene Zauberkünstler in einem magischen Duell an. Peter Valance gewann das Duell der Magier am 11. Juni 2017.
2017 heiratet Peter Valance die Moderatorin Carmen Franke.
In der Saison 2020 unterhält Peter Valance die Gäste des Europaparks in Rust mit 480 Shows Teatro.
2021 ist Peter Valance Teil der Cast des Roncalli Weihnachtscircus im Berliner Tempodrom. Für diese Show entwickelt er völlig neue Illusionen. Als Highlight lässt Valance mitten in der Manege den Weihnachtsmann auf einem echten Motorrad erscheinen.
2023 ist Peter mit seiner neuen spektakulären Illusionsshow "Supermagic" deutschlandweit auf Tour.
Valance unterstützt Benefiz-Projekte der Lebenshilfe im Kreis Rottweil und den Förderkreis XII-Zylinder ’90 e. V.

## Tourneen und Shows
- 2001: Fort Fun Abenteuerland, Show Palace, Wild West Magic (ca. 700 Shows)
- 2002: Europa-Park Globe Theater, To be and not to be (ca. 600 Shows)
- 2003: Phantasialand Silverado Theater, Wintermagic (ca. 150 Shows)
- 2004: Holiday Park Show Theater, Imagine (ca. 600 Shows)
- 2005: Höhner Rockin Roncalli Show: Singsalabim[13]
- 2005: Holiday Park Show Theater, Magic Wonders (ca. 700 Shows)[14]
- 2006: Cirkus Arena, Tournee Dänemark, Niederlande (ca. 300 Shows)
- 2007: Tropical Islands Majalan – Die Kunst zu verzaubern (ca. 360 Shows)[15]
- 2008: Tropical Islands SULAPAN – Magie der Elemente (ca. 360 Shows)
- 2009: Tropical Islands Mythen der Südsee (ca. 360 Shows)
- 2009: TUI Cruises, Mein Schiff, Show: Ein Zauberhafer Abend im Showtheater mit Großillusionen (ca. 30 Shows)
- 2011: Holiday Park, Camp Stage, Magic Stunts (ca. 600 Shows)[16]
- 2014: Hapag-Lloyd Cruises, Europa 2, (ca. 100 Shows)
- 2014: Magic & Comedy
- 2014: Magische Momente Tournee mit Maxi Arland (65 Shows)
- 2015: Maxis Kreuzfahrt der Träume Tournee mit Maxi Arland (60 Shows)[17]
- 2015: Peter Valance & Friends Magisches Varieté
- 2016–2017: Friedrichstadt-Palast Berlin, Produktion „Verrückte Sonne“ (42 Shows)
- 2015–2018: Illusionen, Magische Stunts & Comedy
- 2017: 34. Sportlergala Sport & Schau in Verden mit 8000 Zuschauern[18]
- 2017–2018: Magische Dinnershow im Casino Barrière de Ribeauvillé, Frankreich, Wintersaison
- 2018–2019: Dinnershow „Sensations“, Casino Barrière de Ribeauvillé, Frankreich, Wintersaison
- 2019–2020: It‘s Magic, Dinnershow im Heidelberger Schloss[19] (Nov. 2019 – Jan. 2020)
- 2020: It’s Magic! im Teatro Europa-Park[20] (480 Shows)
- 2021–2022: Roncalli Weihnachtszirkus  Tempodrom, Berlin (32 Shows)[21]
- 2022–2023: Roncalli Weihnachtszirkus Osnabrück (36 Shows)[22]
- 2023: Dinnershow “Ball de Culinaire” im  Königliches Kurhaus Bad Elster
- 2023: Showpremiere „Peter Valance Supermagic“ am 12. Mai 2023 in der  Kulturhalle Remchingen[23]
- 2023: Paul Gauguin Cruises/Ponant – Peter Valance – Spectacle de Magie (10 Shows)
- 2024: Peter Valance Dinnershow im Schloss Lübbenau Magie & Dinner[24]
- 2024: Papierfabrik Varieté Österreich Peter Valance-ILLUSIONEN, MAGISCHE STUNTS & COMEDY[25] (6 Shows)

## Fernsehauftritte (Auswahl)
- 2003: VOX Deutschland sucht den Superstar – Das Magazin[26]
- 2004: SAT1 Live[27]
- 2005: WDR „Rockin Roncalli Show“[28]
- 2009: SWR Landesschau[29]
- 2012: Einfach Magisch – Die Große Show der Promizauberer (SF (24. November 2012, 20:10); ARD (17. Dezember 2012, 20:15 Uhr); BR (26. Dezember 2012))[30]
- 2015: KiKA Nickelodeon[31]
- 2016: BBC UK Now you see it
- 2016: ZDF Live-Showreihe I can do that![32]
- 2016: Hamburg 1 Tischgespräch – zum Dinner mit den Stars, Talkshow mit Susan Stahnke[33]
- 2017: SAT1 Live-Showreihe It’s Showtime! Das Battle der Besten[34]
- 2017: SAT1 Schweiz Die Promi Griller – 5. Staffel – Peter Valance vs. Erwin aus der Schweiz, Gewinner der goldenen Cervelat: Peter Valance[35]
- 2017: ARD Showreihe Sag die Wahrheit[36]
- 2018: rbb Fernsehen Showreihe Abendshow[37]
- 2018: Deutsche Welle Magazin Euromaxx[38]
- 2018: Deutsche Welle DW News Interview
- 2021: RBB, Abendschau vom 24. Dezember 2021, Beitrag der Roncalli Magier[39]

## Auszeichnungen
- 2009: Merlin Award der International Magicians Society: Best Magic Show[2]
- 2009: Eintrag ins Goldene Buch der Stadt Unlingen[40]
- 2016: Künstler des Jahres 2016 – Best Magic & Illusionsshow durch das „Künstler-Magazin“[4]
- 2017: Gewinner der goldenen Cervelat, Duell der Promi Griller, SAT1 Schweiz[41]
- 2017: Gewinner in der Sparte Magie der  SAT1 Live-Showreihe It’s Showtime! Das Battle der Besten